# رساله قشیریه

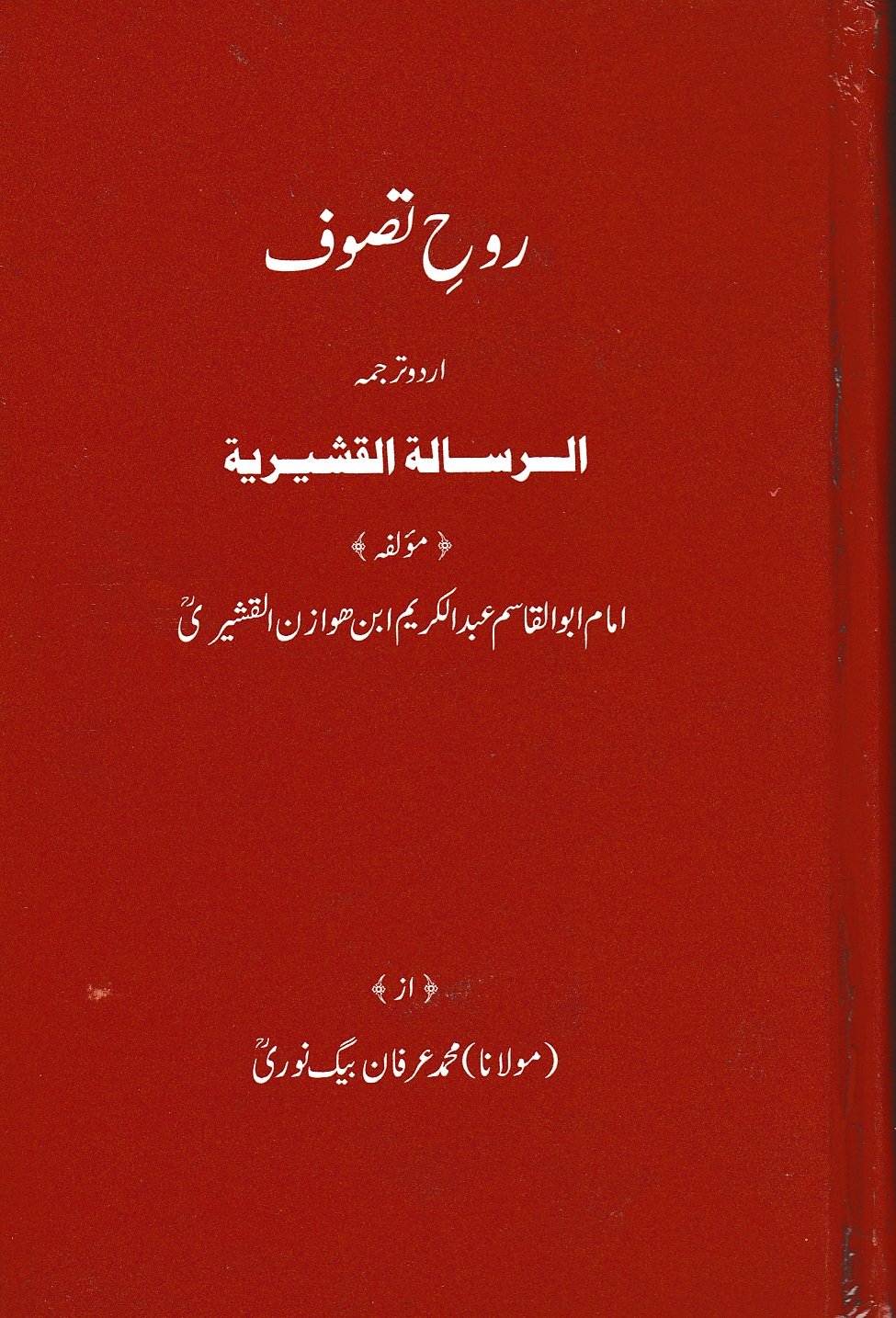
تصویر طرح جلد یک ترجمه اردو از رساله قشیریه

رساله قُشیریه یا الرسالة القشیریة مجموعه نامه‌ها و پیام‌هایی است به زبان عربی که زین‌الاسلام ابوالقاسم عبد الکریم بن هوازن قشیری آنرا به صوفیان و شاگردان خود می‌فرستاده. شروع تهیه آن در سال ۴۳۷ هجری و پایان آن به سال ۴۳۸ بوده و علت نوشتن و ارسال آن‌ها را ظهور فساد در طریقت و انحراف صوفی-نمایان ذکر نموده‌است.
کتاب شامل دو فصل و پنجاه و چهار باب است. فصل اول به بیان عقاید صوفیان و فصل دوم خلاصه‌ای از فصل اول است. پس از این دو فصل، بابی در شرح احوال مشایخ صوفیه و باب دیگر شرح اصطلاحات و تعبیرات آنان است. ابواب دیگر ذکر حالات و مقامات و آداب و اخلاق مشایخ را بیان می‌کند.

## تأثیرگذاری
علاوه براینکه خواندن رساله در میان صوفیان رواج داشته، مطالب و ابواب آن در معاصران قشیری و متاخران وی تأثیر عمیق داشته‌است.
علی بن عثمان مری از هم عصران وی در نوشتن کشف المحجوب از مطالب رساله سود برده‌است. همچنین رد پای مطالب رساله در تذکرةالاولیاء شیخ عطار و آثار مولانا جلال الدین مشهود است.

## ترجمه
اولین ترجمه فارسی رساله توسط شاگرد قشیری، ابوعلی حسن بن احمد عثمانی انجام گرفته‌است. از این ترجمه دو نسخه وجود دارد یکی در موزه بریتانیا که مربوط به سال ۶۰۱ و دیگری در کتابخانه ایاصوفیه استانبول مربوط به سال ۸۵۹.
ترجمه دومی هم وجود داشته که در کرمان در اواخر قرن ششم پایان یافته‌است.

## نمونه نثر فارسی کتاب
از باب ۲۹در اخلاص:
 ذالنون‌مصری می‌گوید سه چیز است علامت اخلاص، یکی آنکه مدح و ذمّ عام نزدیک او یکی باشد و دیگر آنکه روُیت اعمال فراموش کند و سوم در آخرت، عمل خویش هیچ نبیند.
ابوعثمان می‌گوید اخلاص، نسیان خلق بود به دوام‌نظر به خالق.

## شرح جامع بر رساله قشیریه
رساله قشیریه اثر ابوالقاسم عبدالکریم بن هوازن قشیری یکی از مهمترین کتب عرفان و تصوف در قرن پنجم هجری می‌باشد. این رساله، بنا به گفتهٔ قشیری برای مریدان و صوفیان مبتدی نوشته شده و علت نگارش آن، ظهور فساد در طریقت ذکر شده‌است. در سال ۱۳۹۳ شرحی توسط حسین شهبازی بر رساله قشیریه نوشته شده که شامل یکصد و پنجاه اصطلاح عرفانی و مستند گشتن آن‌ها به یکی از منابع ادبی، روایی و عرفانی، بررسی دویست شخصیت از مشایخ قرن اول تا پنجم هجری، شرح لغات و جملات دشوار را در بر می‌گیرد.